# Ampfererberg
Ampfererberg är ett berg i Antarktis. Det ligger i Östantarktis. Nya Zeeland gör anspråk på området. Toppen på Ampfererberg är 3 069 meter över havet.
Terrängen runt Ampfererberg är kuperad åt nordväst, men åt sydost är den bergig. Trakten är obefolkad. Det finns inga samhällen i närheten. 